# 10628 Feuerbacher
10628 Feuerbacher eller 1998 BD5 är en asteroid i huvudbältet som upptäcktes den 18 januari 1998 av OCA–DLR Asteroid Survey (ODAS). Den är uppkallad efter Berndt Feuerbacher.
Asteroiden har en diameter på ungefär 11 kilometer och den tillhör asteroidgruppen Hygiea.